# 384P/Kowalski
384P/Kowalski, komet Jupiterove obitelji, objekt blizu Zemlje